# Tiron bioculata
Tiron bioculata is een vlokreeftensoort uit de familie van de Synopiidae.